# Asceua cingulata
Asceua cingulata är en spindelart som först beskrevs av Simon 1905.  Asceua cingulata ingår i släktet Asceua och familjen Zodariidae. Inga underarter finns listade i Catalogue of Life.